# Comuna de Cisna
Cisna (polaco: Gmina Cisna) é uma gminy (comuna) na Polónia, na voivodia de Subcarpácia e no condado de Leski. A sede do condado é a cidade de Cisna.
De acordo com os censos de 2004, a comuna tem 1665 habitantes, com uma densidade 5,8 hab/km².

## Área
Estende-se por uma área de 286,89 km², incluindo:
- área agrícola: 5%
- área florestal: 87%

## Demografia
Dados de 30 de Junho 2004:
|                      | Total   | Total | Mulheres | Mulheres | Homens  | Homens |
| -------------------- | ------- | ----- | -------- | -------- | ------- | ------ |
|                      | pessoas | %     | pessoas  | %        | pessoas | %      |
| População            | 1665    | 100   | 793      | 47,6     | 872     | 52,4   |
| Densidade (pop./km²) | 5,8     | 100   | 2,8      | 2,8      | 3       | 3      |

De acordo com dados de 2002, o rendimento médio per capita ascendia a 1893,7 zł.

## Subdivisões
- Wetlina, Smerek, Kalnica, Strzebowiska, Przysłup, Cisna

## Comunas vizinhas
- Baligród, Czarna, Komańcza, Lutowiska, Solina, słowacki